# Skai Jackson
Skai Jackson er en amerikansk skuespiller. Hun er bedst kendt for sin rolle som Zuri Ross i Disney Channel sitcom Jessie, og har i øjeblikket hovedrollen i Disney serien Bunk'd.
Skai Jackson blev født i New York City. Hun begyndte sin karriere som børnemodel i talrige reklamer, herunder for Band-Aid plastre.
Hendes første store rolle var i den uafhængige film Liberty Kid (2007). Efterfulgt af andre film som Rescue Me(2008) og The Rebound (2009). I 2009 blev hun castet til Nickelodeons animerede serie Bubble Guppies hvor hun spiller rollen som lille fisk Fra 2010 til 2011. Hun gæsteoptrådte i tv-serierne Team Umizoomi, Royal Pains og Boardwalk Empire. Hun havde også småroller i de 2011 film Arthur og Smølferne.
I 2011 blev hun castet som Zuri Ross i Disney Channel sitcom Jessie. I 2014 gæsteoptrådte hun i en episode af Disney Channels animerede serie Ultimate Spider-Man. I 2015 begyndte hun at medvirke i bunk'd som er et spin-off hvor Jackson vil gentage hendes rolle som Zuri Ross.